# Valérie Baudson
Valérie Baudson, nata Valérie Laure Braconnier (Parigi, 7 maggio 1971), è un'imprenditrice francese nel mondo della finanza. Dal maggio 2021 è CEO di Amundi,  la seconda società di gestione patrimoniale in Europa e vicedirettore generale di Crédit Agricole.

## Biografia
Valérie Baudson è nata il 7 maggio 1971 a Parigi. Suo padre è un medico ospedaliero. Si è laureata in finanza presso l'École des Hautes Etudes Commerciales (HEC) di Parigi, dove si è laureata nel 1995.
La sua carriera inizia subito nel 1995 presso l'Ispettorato generale della Banque Indosuez, dove era responsabile delle missioni di audit internazionali. Questa esperienza l'ha portata a lavorare a Hong Kong, Giacarta, New York e negli Emirati Arabi Uniti. Nel 1996, la banca Indosuez diventa una filiale del gruppo Crédit Agricole.
Nel 1999 è entrata a far parte di Crédit Agricole Cheuvreux, di cui è stata segretaria generale e membro del comitato di gestione dal 2001 al 2004. Successivamente, dal 2004 al 2007, è diventata direttore marketing e membro del comitato direttivo europeo.
Nel 2007 è entrata a far parte di Crédit Agricole Asset Management per lanciare e sviluppare le competenze della società nel campo degli ETF (fondi negoziati in Borsa) a partire dal 2008. La società si è fusa con Société Générale Asset Management nel 2010 per creare Amundi. Nel 2013 è stata nominata responsabile delle attività "ETF, Index e Smart Beta" di Amundi.
È diventata membro del Comitato esecutivo di Amundi nel 2013 e poi membro del Comitato di gestione nel 2016, momento in cui è stata anche nominata amministratore delegato della controllata CPR Asset Management. Allo stesso tempo, ha supervisionato le filiali di Amundi in Germania e Spagna. Nel 2020 ha anche assunto la responsabilità della divisione Amundi dedicata ai clienti distributori (consulenti di gestione patrimoniale e banche private). Secondo Les Echos, Valérie Baudson è "specializzata in funzioni trasversali e gestione".
Il 10 febbraio 2021 l'annuncio che Valérie sarebbe subentrata a Yves Perrier in qualità di CEO il 10 maggio 2021. In questa occasione è stata anche nominata vice direttore generale di Crédit Agricole. Al momento del suo insediamento, Valérie Baudson percepiva una remunerazione annua complessiva di 2 milioni di euro, composta da una retribuzione fissa di 800.000 euro e da una componente variabile di 1,2 milioni di euro, corrisposta pro rata temporis per l'anno 2021. La stampa ha commentato il suo arrivo sottolineando che la prima sfida di Valérie Baudson alla guida di Amundi sarà quella di guidare l'integrazione di Lyxor Asset Management in Amundi.

## Vita privata
Ha sposato Éric Baudson il 21 luglio 2001. Hanno due figli.

## Premi e riconoscimenti
- Nel dicembre 2022 Valérie Baudson ha ricevuto, insieme al suo predecessore Yves Perrier, il premio Andese Financier of the Year 2022 organizzato da Investir.[13].
- Chevalier de la Légion d'honneur[14]